# Vuhlehirs'k
Vuhlehirs'k (in ucraino Вуглегірськ?; in russo Углегорск?, Uglegorsk) è un centro abitato dell'Ucraina, situato nell'oblast' di Donec'k.

## Storia
L'anno ufficiale della fondazione della città è il 1879 - l'anno di apertura della stazione ferroviaria Khatsepetivka (Vuhlehirsk era chiamata villaggio di Khatsepetivka (Chazepetovka) fino al 1958). Vuhlehirsk si trova nella parte sud-orientale dell'Ucraina al distanza di 61 km dal centro regionale di Donetsk e 750 km dalla capitale dell'Ucraina, Kiev.
L'11 dicembre 2014 il comune della città di Vuhlehirsk comprendente la città di Vuhlehirsk e altri cinque insediamenti (Bulavyne, Hrozne, Kayutyne, Krasny Pakhar, Savelivka) insieme a due comuni della città (Olkhovatske e Bulavynske) sono stati trasferiti dal comune di Yenakijeve al distretto di Bachmut.
Nel febbraio 2015, durante la guerra del Donbass, la città è stata catturata dalle forze separatiste dell'autoproclamata Repubblica Popolare di Donetsk durante la battaglia di Debaltseve.
Il mese prima la prestigiosa rete televisiva Zweites Deutsches Fernsehen (Zdf) ha mandato in onda un reportage dal Donbass realizzato dal corrispondente di Russia 24, Evgenij Poddubnij, capovolgendone radicalmente il significato con il proprio audio.
Nel reportage autentico Poddubnij e il suo operatore documentavano infatti il bombardamento a tappeto della città per mano dell'artiglieria di Kiev, mentre nel servizio del canale tedesco (che ha spacciato per proprio il reportage russo) si sosteneva che i responsabili della distruzione fossero i ribelli. Nonostante le proteste di VGTRK, l'azienda che controlla Russia 24, i vertici di Zdf non si sono mai scusati.

## Società

### Evoluzione demografica
Lingua nativa di cittadini di Vuhlehirsk al censimento ucraino del 2001:
- Russo 58.9%
- Ucraino 40.1%
- Bielorusso 0.5%